# رعاية شرطية
الرعاية الشرطية هي مؤسسة لسلامة الأطفال تأسست في عام 1989، هي مؤسسة غير ربحية تعمل بالشراكة مع شرطة أستراليا الغربية، لتوعية الأطفال والشباب في المدارس الابتدائية والثانوية في جميع أنحاء الدولة حول الأمان ومنع الجريمة وتوعية الأطفال على حسن السلوك واتخاذ القرار الجيد. الرعاية الشرطية هي مؤسسة خيرية مسجلة على الصعيد الوطني للوقاية من الأضرار وتستخدم المسرح في التعليم وخاصة المسرح التطبيقي لتقديم رسائلها التعليمية.
تقوم مؤسسة الرعاية الشرطية بجولات في جميع أنحاء أستراليا الغربية لتقديم ورش عمل مسرحية تفاعلية ومسرحيات وبرامج مسرح عرائس.
مقرها في مايلاندز،أستراليا الغربية، توظف المنظمة الممثلين المحترفين حيث يقوموا بزيارة أكثر من 700 مدرسة سنوياً بما في ذلك المدارس المحلية في المناطق النائية.
وتدعم هذه العروض موارد الصف الدراسي المرتبط بالمنهج الدراسي فهى مصممة خصيصًا لتلائم احتياجات التعلم للطلاب من مرحلة ما قبل الابتدائي حتى سن الـ 12، حيث تغطي عدة مواضيع مثل: التنمر وإساءة استخدام الكحول والمخدرات والسلوكيات الوقائية والتفاهم الثقافي والسلامة على الطرق ومنع العنف والصحة العقلية. كما يتم قياس التغيير الطلابي في المعرفة والموقف السلوكي والنوايا السلوكية تجاه كل موضوع من خلال قياسات الأداء القبلية والبعدية من خلال الاستفتاءات والدراسات الاستقصائية التي يديرها المعلم والتي تم تطويرها من خلال شراكات الأبحاث الجارية في الرعاية الشرطية.
واعتبارًا من ديسمبر 2016، شارك أكثر من 2.5 مليون طفل من أستراليا الغربية في الرعاية الشرطية، بالإضافة إلى مشاركة حوالي 100.000 طالب كل عام. احتفلت ماركة «الرعاية الشرطية» بالذكرى السنوية الخامسة والعشرين لتأسيسها في عام 2014، حيث قامت بتخريج لثلاثة أجيال من الأطفال إلى الآن في أستراليا الغربية.